# Storeria hidalgoensis
Storeria hidalgoensis är en ormart som beskrevs av Taylor 1942. Storeria hidalgoensis ingår i släktet Storeria och familjen snokar. IUCN kategoriserar arten globalt som sårbar. Inga underarter finns listade i Catalogue of Life.
Arten förekommer i Mexiko i bergstrakten Sierra Madre Oriental. Utbredningsområdet sträcker sig över delstaterna Nuevo Leon, Tamaulipas, San Luis Potosí och Hidalgo. Storeria hidalgoensis lever i regioner som ligger 1400 till 1800 meter över havet. Habitatet utgörs av olika slags skogar med barrträd och/eller lövträd. Ormen besöker ibland betesmarker men den undviker jordbruksmark. Honor lägger inga ägg utan föder levande ungar.